# Большое Пертти
Большое Пертти — пресноводное озеро на территории Луусалмского сельского поселения Калевальского района Республики Карелии.

## Общие сведения
Площадь озера — 1,1 км². Располагается на высоте 122,6 метров над уровнем моря.
Форма озера треугольная, продолговатая: оно вытянуто с севера на юг. Берега каменисто-песчаные, местами заболоченные.
Из залива на юго-западной стороне озера вытекает безымянный водоток, втекающий с левого берега в реку Кис-Кис, впадающую в озеро Среднее Куйто.
Ближе к южной оконечности озера расположен один некрупный остров без названия.
Вдоль юго-западного берега озера проходит автодорога местного значения 86К-3 («Р21 Автомобильная дорога Р-21 „Кола“ — Калевала — Лонка»).
Код объекта в государственном водном реестре — 02020000811102000004661.